# Txikiteo

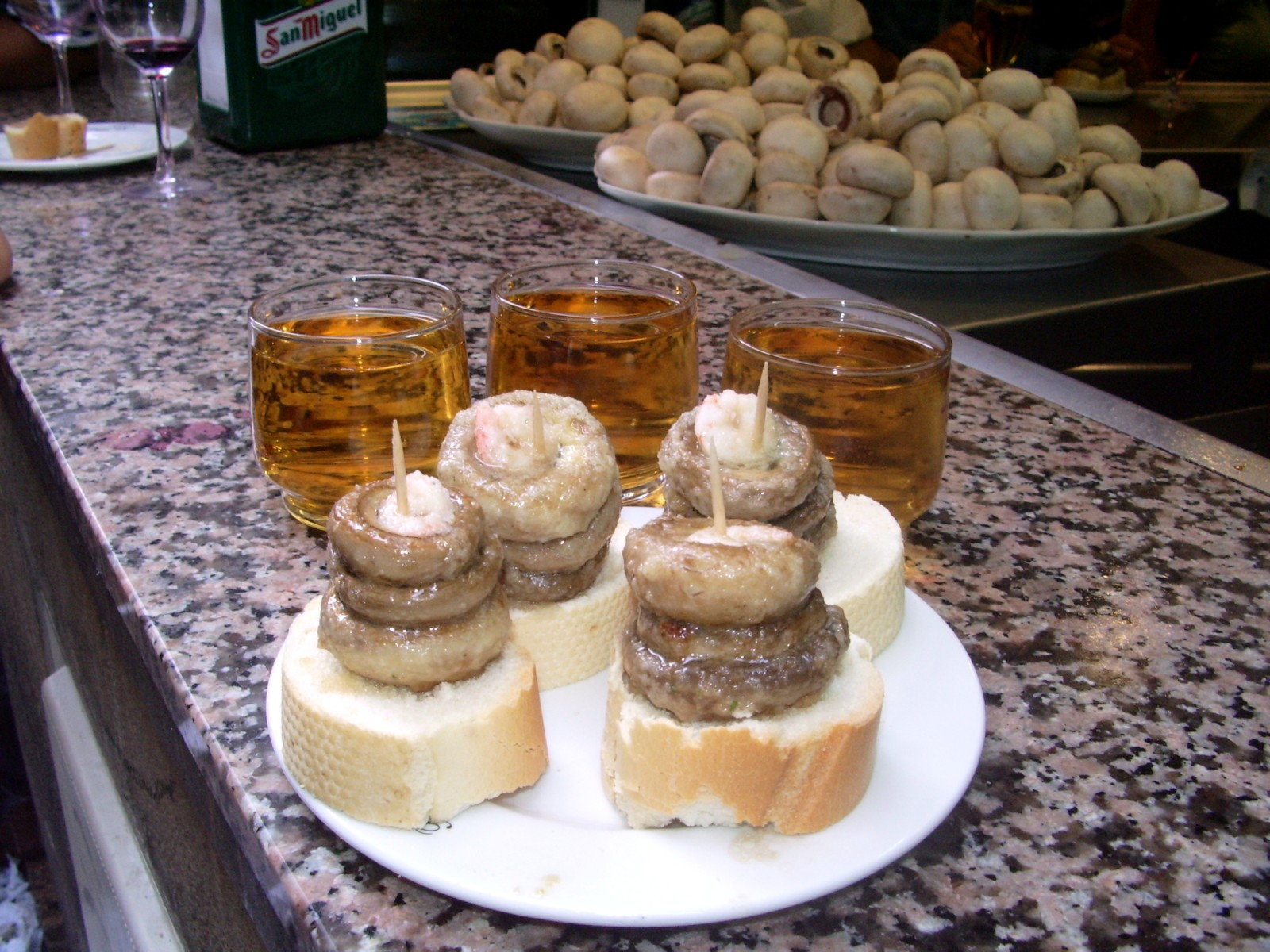
Pintxos i txikitos a la Calle del Laurel de Logronyo.

El txikiteo, és la tradició de beure txikitos o gotets o copes de vi, anant de bar en bar, i això en una zona limitada, en grups d'amics. Ultra el consum de vins, generalment acompanyats de pintxos o tapes, el txikiteo dona l'ocasió de sortir de la rutina diària i mantenir relacions socials. Aquesta activitat lúdica ha tingut una gran implantació al País basc, a la Navarra, a la Rioja, i més recentment a la Cantàbria, i al nord de la província de Burgos, i altres regions espanyoles.

## Història i evolució deltxikiteo
No hi ha referències escrites clares sobre l'inici d'aquesta tradició. El País Basc és una de les zones amb més bars per hom d'Espanya i, per tant, d'Europa. Al principi, i durant molts anys, aquesta tradició era completament masculina i les dones hi eren prohibides. En els darrers anys, les dones participen al txikiteo, fins i tot formant grups exclusivament femenins. Avui en dia, el txikiteo tradicional es va perdent.